# Amstrad CPC
Amstrad CPC — линейка 8-разрядных домашних компьютеров, выпускавшихся фирмой Amstrad с 1984 по 1990 год. CPC в названии означало Colour Personal Computer — «цветной персональный компьютер», хотя можно было купить как модель с зелёным экраном (GT65/66), так и со стандартным цветным дисплеем (CTM640).
Линейка CPC оказалась довольно удачной, за всю историю производства CPC было продано около 3 млн экземпляров.

## Модели семейства

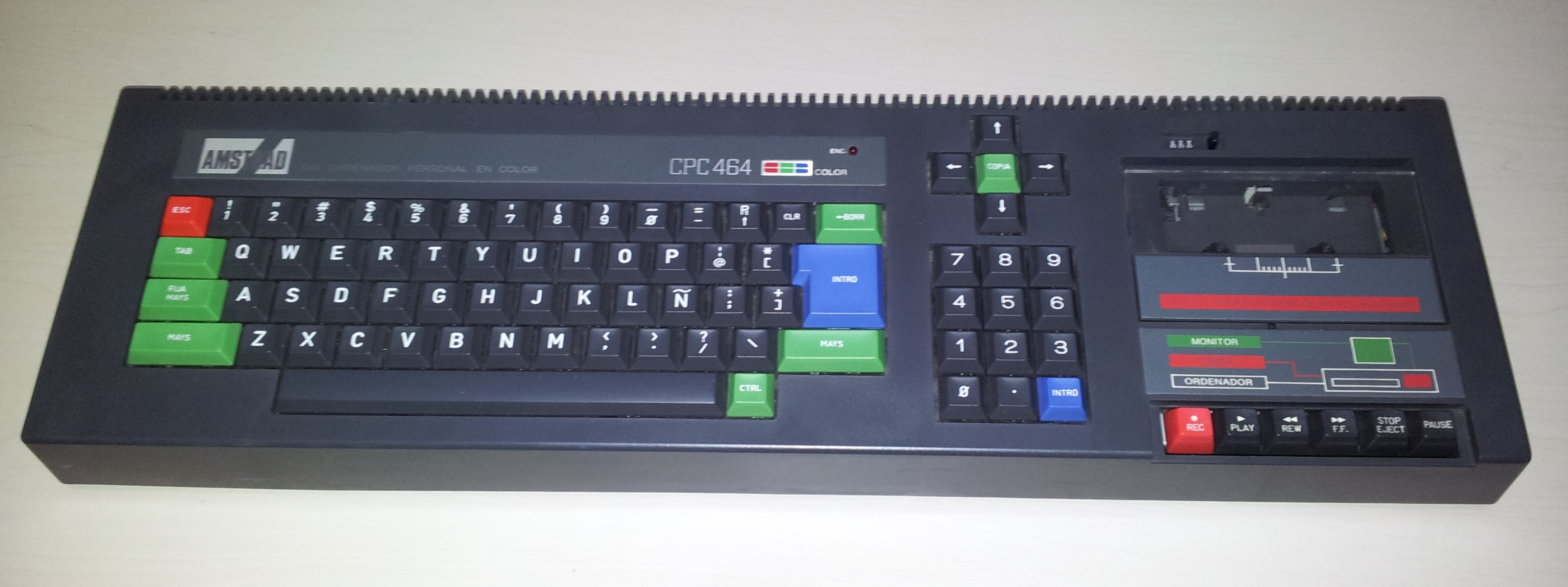
Amstrad CPC 464

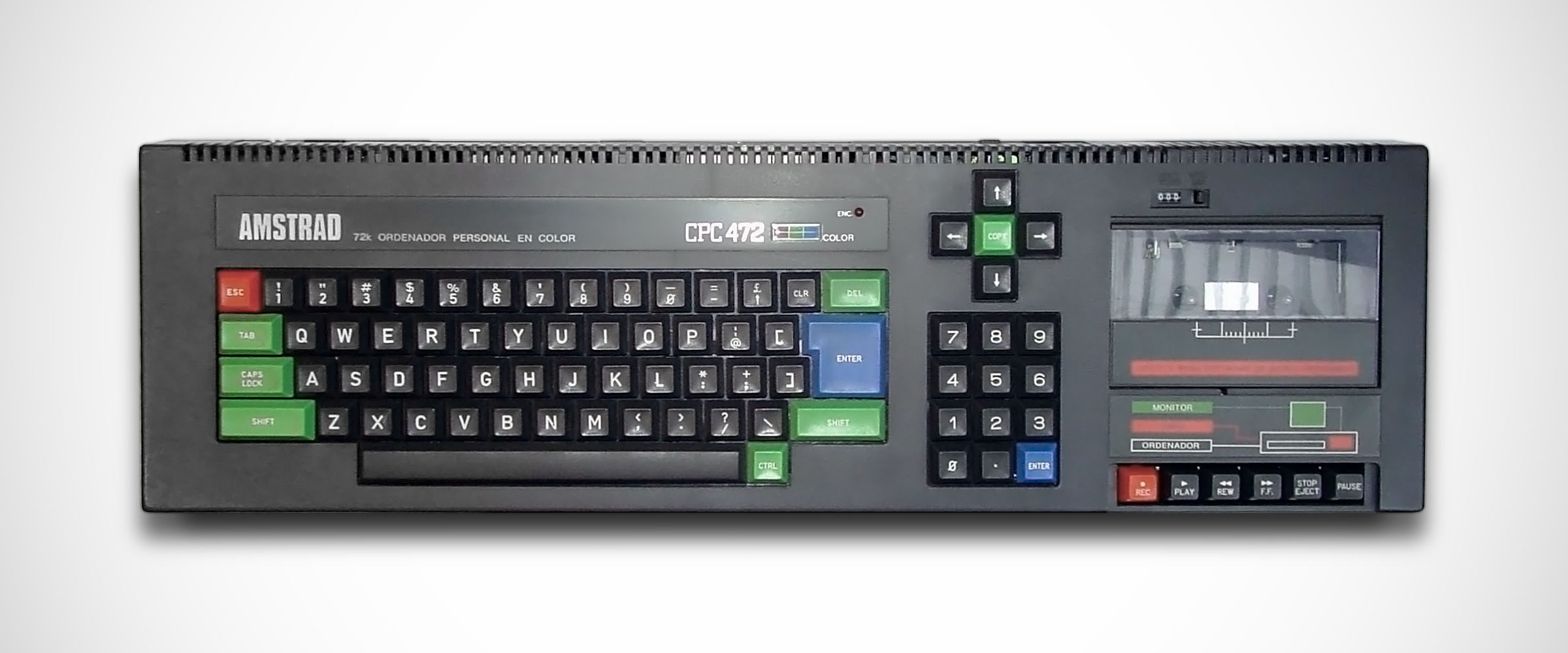
Amstrad CPC 472

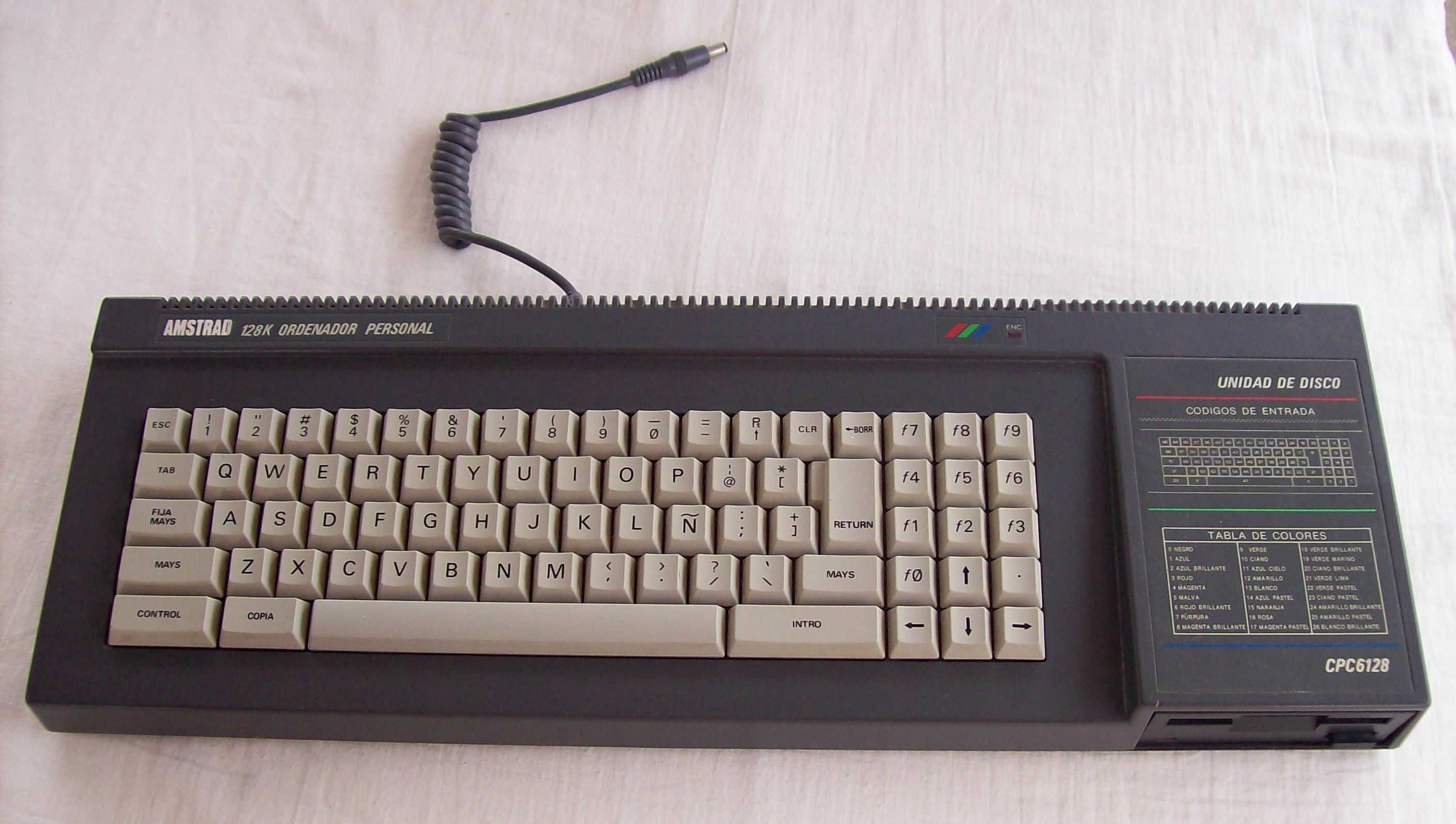
Amstrad CPC 6128

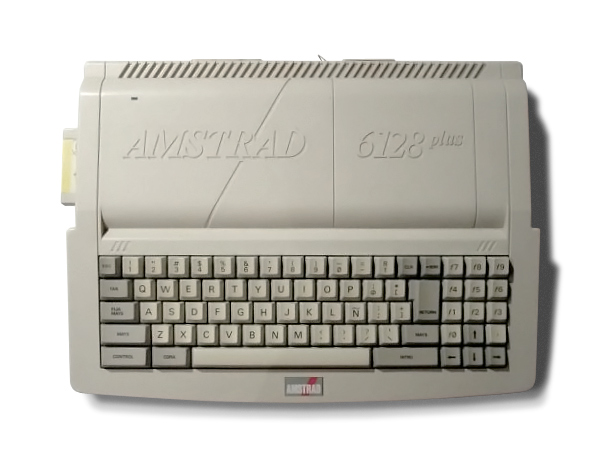
Amstrad CPC 6128 Plus

Наиболее заметная внешняя особенность компьютера — «рублёный» чёрный прямоугольный корпус с резкими углами, в котором размещалась и материнская плата, и клавиатура. Правую часть сплошной панели занимал встроенный кассетный блок (в CPC 464) либо привод гибких дисков (CPC 664 и CPC 6128). Специальные клавиши клавиатуры ярко раскрашены (выделены все клавиши, обычно отсутствующие на пишушей машинке).
| Модель    | Появилась     | ОЗУ                           | Накопитель           |
| --------- | ------------- | ----------------------------- | -------------------- |
| CPC 464   | июнь 1984     | 64 КБ                         | кассетный магнитофон |
| CPC 472   | 1985          | 72 КБ (доступны только 64 КБ) | кассетный магнитофон |
| CPC 664   | май 1985      | 64 КБ                         | дисковод на 3 дюйма  |
| CPC 6128  | конец 1985    | 128 КБ                        | дисковод на 3 дюйма  |
| 464 Plus  | сентябрь 1990 | 64 КБ                         | кассетный магнитофон |
| 6128 Plus | сентябрь 1990 | 128 КБ                        | дисковод на 3 дюйма  |

### CPC 464
Первая машина — CPC 464 — была представлена на рынке Великобритании в июне 1984 года по цене в 249 фунтов с зелёным экраном и по 359 фунтов — с цветным монитором. Она проектировалась в качестве прямого конкурента систем Commodore 64 и Sinclair ZX Spectrum.
В 1990 году модель 464plus заменила CPC464, поэтому производство модели 464 было прекращено.

### CPC 472
Летом 1985 года в Испании были введены налоговые ограничения на импорт компьютеров с памятью 64 КБ и меньше. Чтобы обойти это, испанский дистрибьютор Indescomp (позже ставший Amstrad Spain) производил и продавал CPC472 — модифицированную версию CPC464. Единственное различие было в наличии дочерней платы, содержащей ПЗУ компьютера и микросхему ОЗУ на 8 КБ, которая не была подключена, и тем самым, не была доступна для процессора. Спустя всего месяц налог был отменён, и производство CPC472 было свёрнуто.

### CPC 664
Модель была выпущена в мае 1985 года по цене 339 фунтов (зелёный экран) и 449 фунтов (цветной монитор).
Машина позиционировалась как самая дешёвая система с диском, а также как самая дешёвая машина с операционной системой CP/M 2.2. CPC664 не заменяла, а дополняла CPC464; несмотря на запуск новой модели, CPC464 продолжала продаваться и не потеряла в цене.

### Модели «Plus»
В 1990 году, в связи с изменениями на компьютерном рынке, в Amstrad решили обновить линейку CPC, введя новые варианты с обозначениями plus или PLUS, 1990, либо CPC+ range. Это была попытка рестайлинга платформы CPC с введением ряда улучшений. Обновлённая линейка включала компьютеры 464plus и 6128plus в трёх вариантах цветов, а также игровую приставку GX4000.

## Вариации и клоны

### Schneider CPC

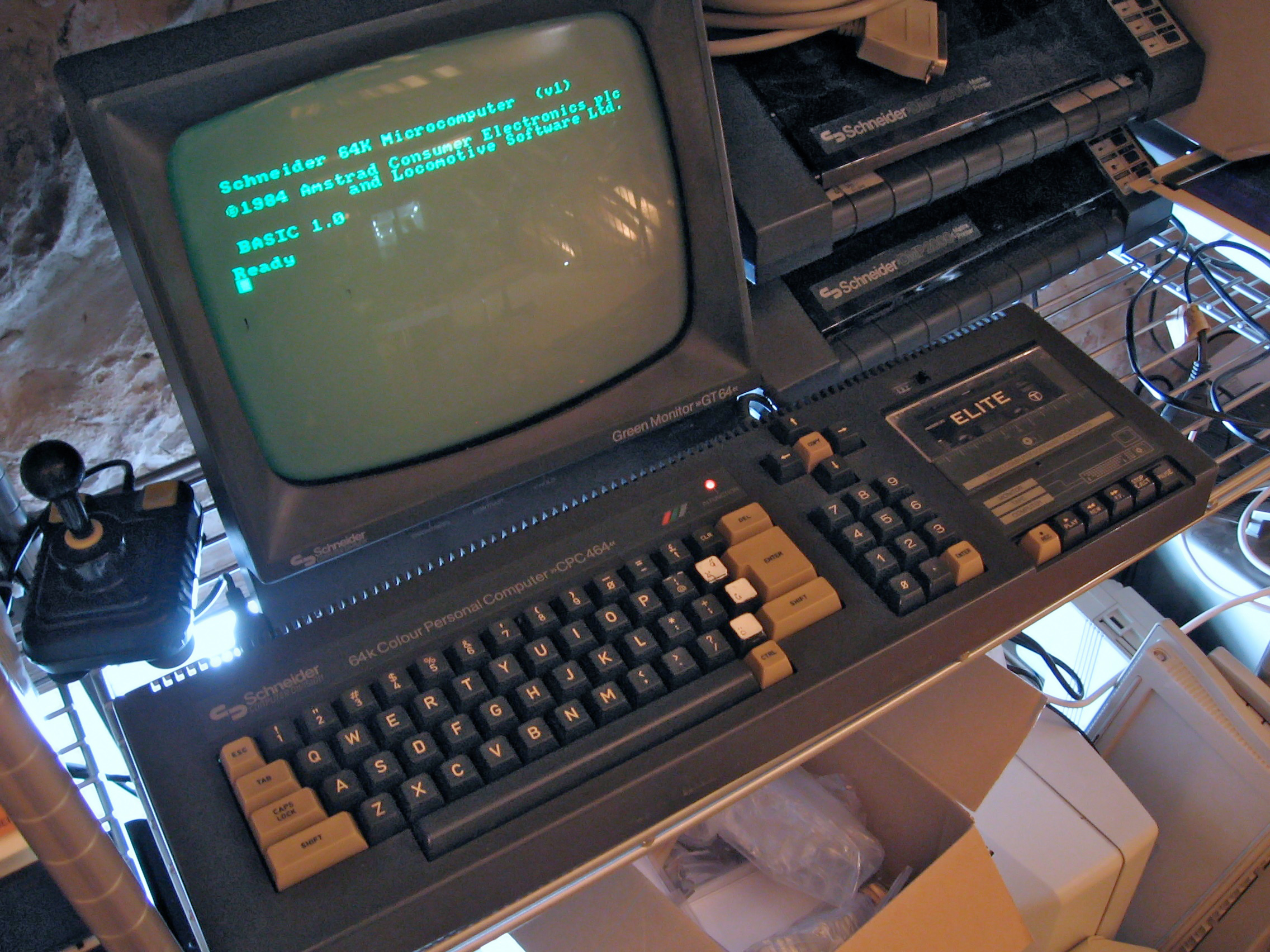
Schneider CPC 464

Для выхода на рынок ФРГ, Австрии и Швейцарии, где у Amstrad не было никаких структур для организации продаж, Amstrad заключила партнёрское соглашение с западногерманской компанией Schneider, которая, как и сама Amstrad, была до этого известна только дорогими аудиосистемами. В 1984 для этой цели была создана дочерняя компания Schneider Computer Division, выпускавшая компьютеры под маркой Schneider CPC, имевшие лишь незначительные отличия от оригинала.
Партнёрство компаний закончилось в 1988 году, когда Schneider отказалась от продвижения AT-совместимых машин Amstrad. Schneider распродала остатки Schneider CPC и использовала положение на рынке для продвижения собственных PC-совместимых машин.

### KC Compact

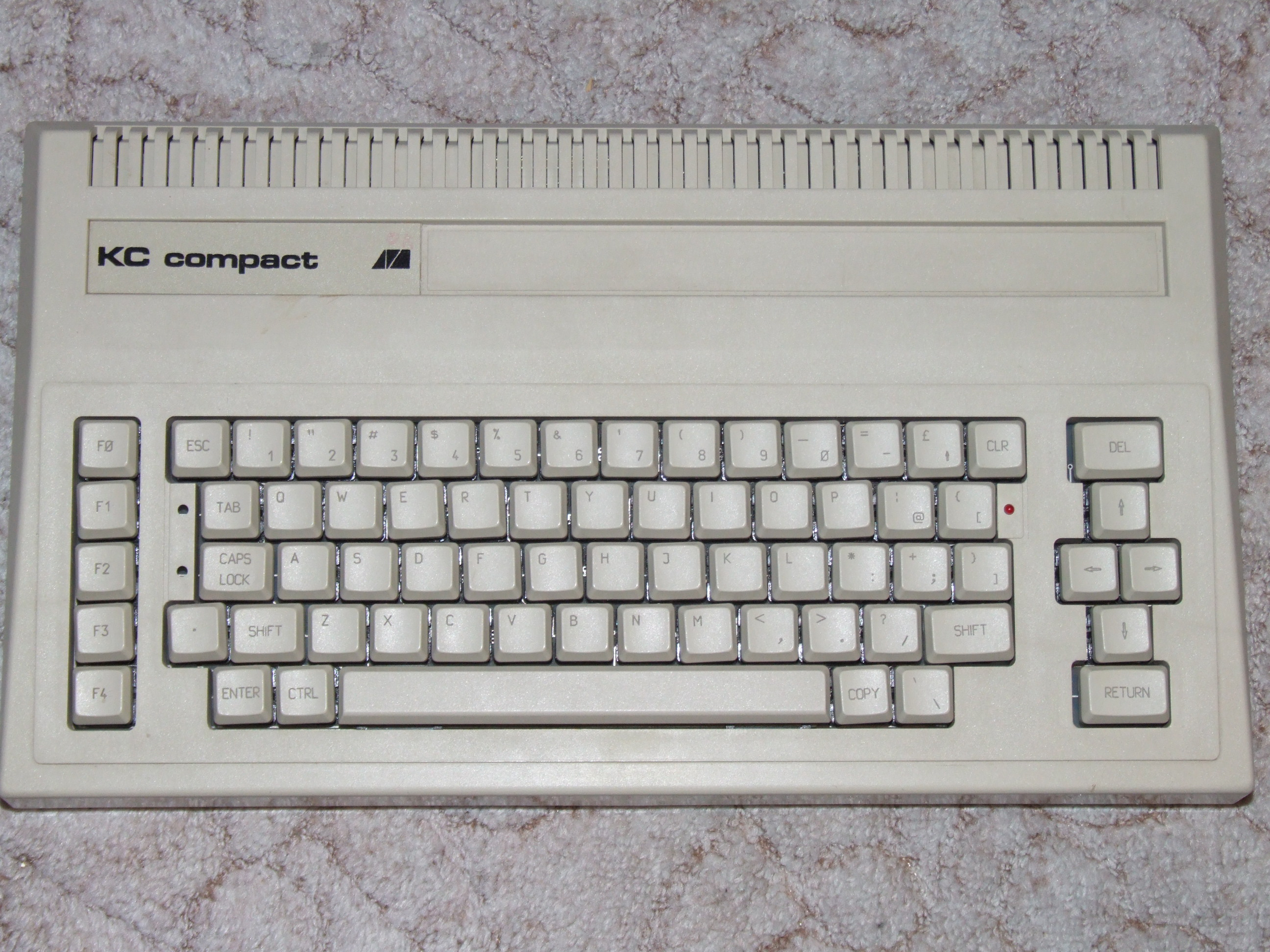
KC Compact

На основе CPC в Восточной Германии был создан компьютер KC Compact, в котором использовались как восточногерманские, так и советские компоненты.
Машина отличалась от оригинального CPC изменённым дизайном корпуса, внешним блоком питания, а также внешним 5,25" дисководом производства Robotron. В отличие от моделей Amstrad, компьютер мог подключаться непосредственно к бытовому телевизору. 64 КБ ОЗУ было встроено, ещё 64 КБ подключались вместе с контроллером дисковода. На KC Compact использовался BASIC 1.1, а также МикроДОС — клон системы CP/M с локализацией на немецкий язык.
Процессор Z80 был заменён на U880 (являющийся 100%-но совместимым), некоторые микросхемы ввода-вывода разработки Amstrad были заменены на клоны на основе Z8536. В итоге KC Compact был совместим с оригиналом примерно на 95 %. Компьютер появился на закате ГДР, и массовым не стал. С октября 1989 по июнь 1990 года было выпущено около 2440 штук.